# Sarah Yorke Jackson
Sarah Yorke Jackson, född 1803, död 1887, var en USA:s första dam 1834–1837. Hon var svärdotter till president Andrew Jackson och fungerade i rollen som hans första dam i offentlig representation.  Hon fungerade som första dam tillsammans med presidentens brorsdotter Emily Donelson Jackson, som hamnat i konflikt med presidenten kring Petticoat affair. Det var första gången två kvinnor delade på uppgiften som första dam.